# Michał Śmietanka
Michał Śmietanka z Olchowca herbu Korczak – podsędek krakowski w 1698 roku, burgrabia krakowski w 1697 roku.
W 1697 roku był elektorem Augusta II Mocnego z województwa krakowskiego.